# فطومة صوالح
فطومة صوالح (و. 1973  م) هي عداءة مراثونية، وعداءة المسافات الطويلة، ومنافسة ألعاب القوى إثيوبية، ولدت في أديس أبابا، شاركت في الألعاب الأولمبية الصيفية 2000، والألعاب الأولمبية الصيفية 1996.

## روابط خارجية
- فطومة صوالح على موقع الاتحاد الدولي لألعاب القوى (الإنجليزية)
- فطومة صوالح على موقع اللجنة الأولمبية الدولية (الإنجليزية)
- فطومة صوالح على موقع أوليمبيديا (الإنجليزية)